# Ornithidium aggregatum
Ornithidium aggregatum är en orkidéart som först beskrevs av Carl Sigismund Kunth, och fick sitt nu gällande namn av Heinrich Gustav Reichenbach. Ornithidium aggregatum ingår i släktet Ornithidium och familjen orkidéer. Inga underarter finns listade i Catalogue of Life.